# Enter 77 (Lost)
Enter 77 este un episod al serialului de televiziune Lost, sezonul 3.